# IX Liceum Ogólnokształcące im. Juliusza Słowackiego we Wrocławiu
IX Liceum Ogólnokształcące imienia Juliusza Słowackiego – szkoła średnia we Wrocławiu.

## Historia
Wybudowana w latach 1891–1893 jako Szkoła Ludowa „Kanonenhof” na miejscu dawnej ludwisarni. Największy w owym czasie budynek w mieście zaprojektowali wrocławscy architekci Richard Plüddemann i Karl Klimm.
Po II wojnie światowej, którą budynek przetrwał pomimo bombardowań i pożarów w stopniu na tyle dostatecznym, że nadawał się do odbudowy, zajęcia szkolne rozpoczęto w nim 1 września 1949 w Szkole Podstawowej Towarzystwa Przyjaciół Dzieci, która później otrzymała numer 51. Od roku 1954 rozpoczęto przekształcanie szkoły w 11-klasową szkołę podstawową i średnią (szkoła podstawowa otrzymała numer 63, a liceum – numer dziewiąty). Liceum w roku 1959 jako patrona otrzymało Juliusza Słowackiego. W 1972 szkołę podstawową wyprowadzono do nowej lokalizacji przy ul. Menniczej. W 1978 utworzono Zespół Szkół Ogólnokształcących Nr 3 we Wrocławiu, w skład którego weszło IX Liceum Ogólnokształcące i IV Liceum Ogólnokształcące dla Pracujących. 
W 1998 roku uczeń trzeciej klasy liceum zaatakował w budynku szkoły trzy nauczycielki używając noża i siekiery. Za usiłowanie zabójstwa został później skazany na 8 lat pozbawienia wolności.
Po kolejnej reorganizacji systemu szkolnictwa w budynku przy ul. Piotra Skargi 29/31 mieści się od roku 2003 – oprócz trzyletniego Liceum Ogólnokształcącego nr IX – Liceum dla pracujących nr II i Gimnazjum nr 10 z Oddziałami Dwujęzycznymi. Od roku 2006 zostało również utworzone Dwujęzyczne Liceum Ogólnokształcące nr IV (kontynuacja Gimnazjum nr 10).
Po reformie w 2019 roku Zespół Szkół Ogólnokształcących nr 3 został zlikwidowany. Gimnazjum nr 10 z Oddziałami Dwujęzycznymi zostało wygaszone.
W tej chwili w budynku przy ul. ks. Piotra Skargi 31 znajduje się Liceum Ogólnokształcące nr IX im. Juliusza Słowackiego.
W 2024 roku Liceum będzie obchodziło Jubileusz 70-lecia.

## Dyrektorzy
| 1949–1953 {\displaystyle {\Bigg \{}} | Jadwiga Brzezińska, Alicja Makohowska, Julia Sarzyńska |
| 1953–1972                            | Konstanty Stankiewicz                                  |
| 1972–1981                            | Adam Kiewicz                                           |
| 1981–1991                            | Ryszard Gąsiorowski                                    |
| 1991–1992                            | p.o. Władysława Rokicka                                |
| 1992–1993                            | p.o. Izabela Koziej                                    |
| od 1993                              | Izabela Koziej                                         |

## Absolwenci

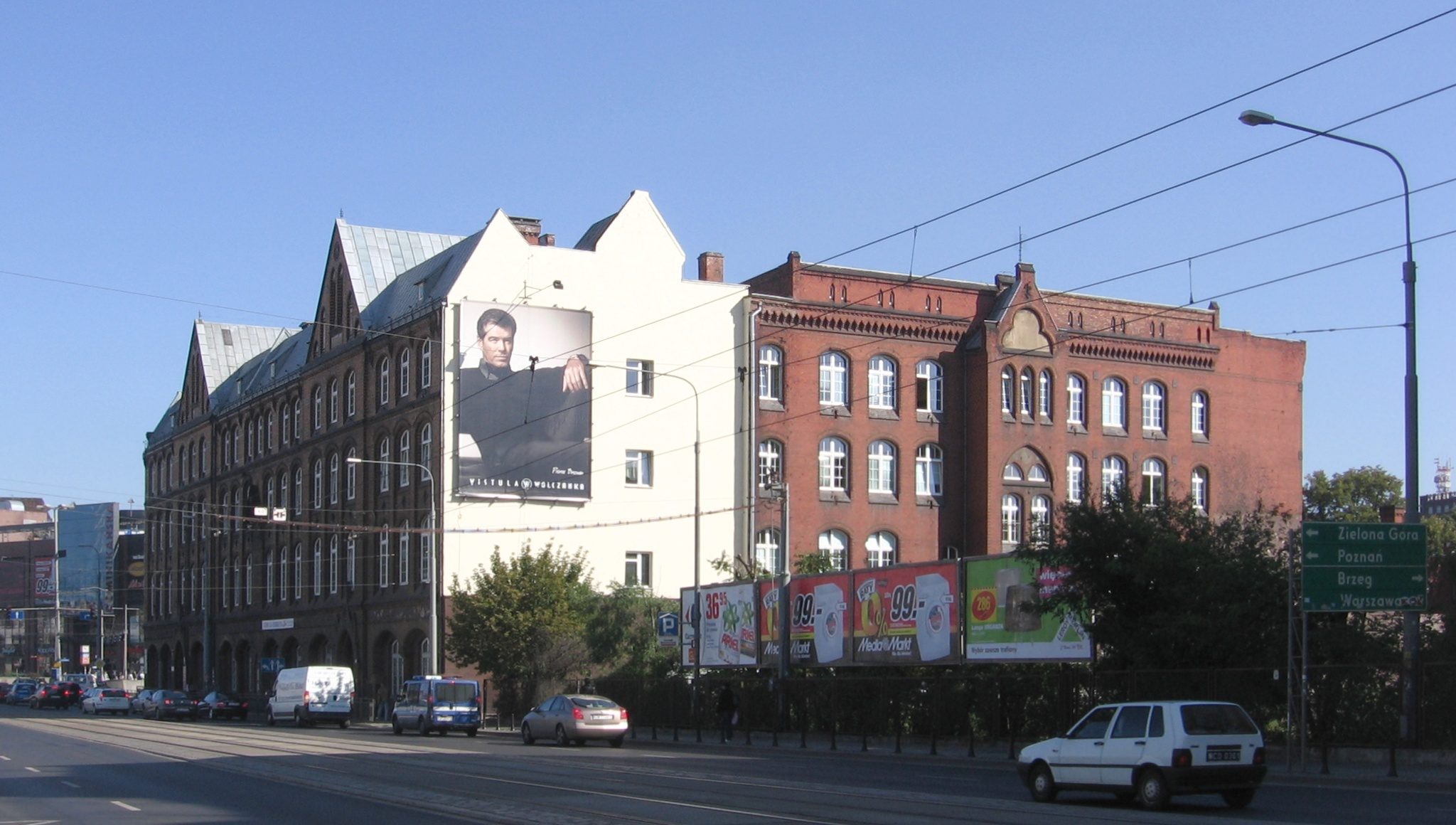
widok od strony ul. Piotra Skargi

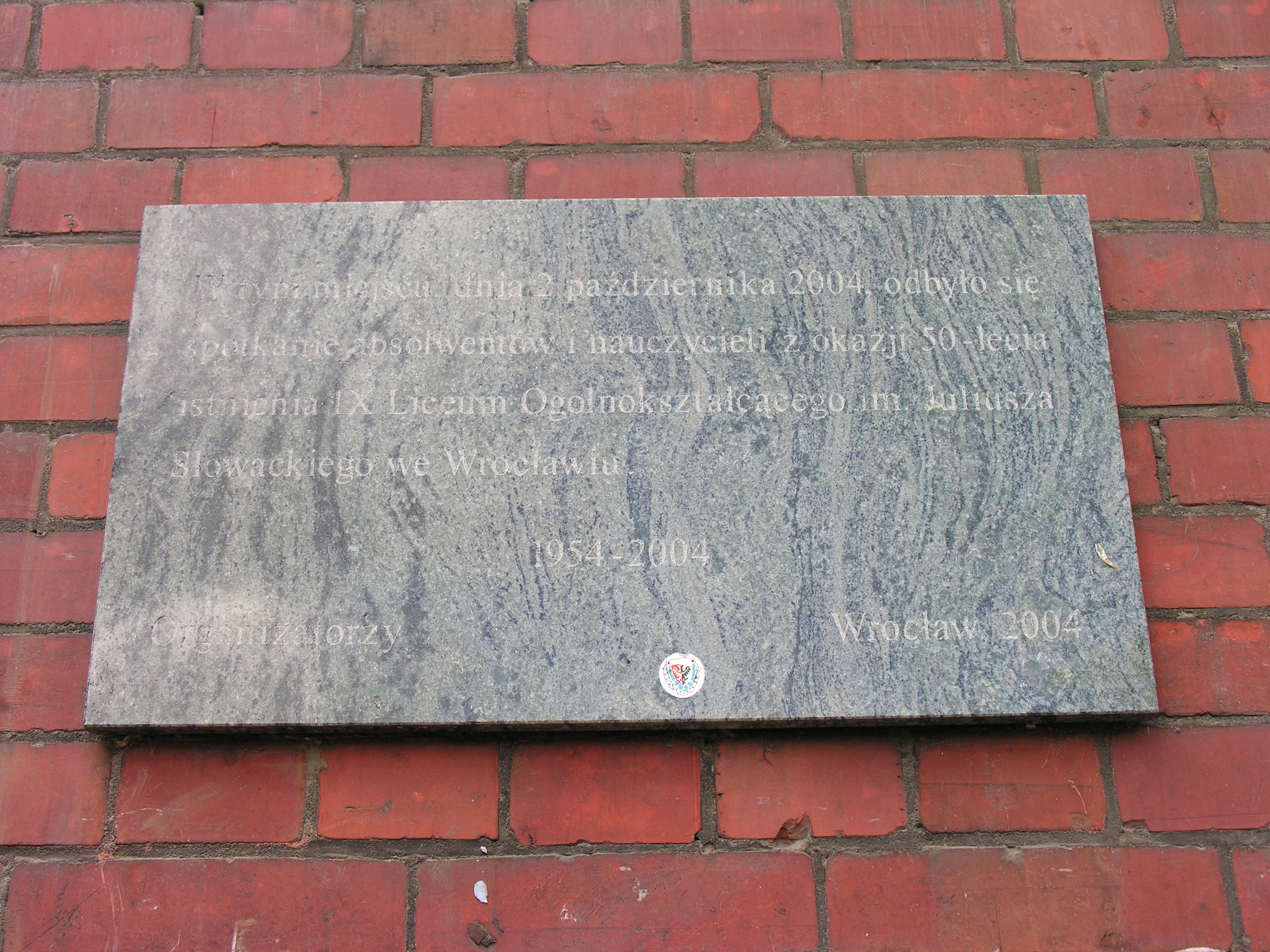
Tablica pamiątkowa z okazji 50-lecia szkoły

| Imię i nazwisko      | Rok ukończenia |
| -------------------- | -------------- |
| Sławomir Sidorowicz  | 1960           |
| Władysław Sidorowicz | 1963           |
| Ewa Stachniak        | 1971           |
| Bożena Janda-Dębek   | 1971           |
| Waldemar Okoń        | 1972           |
| Krzysztof Kawalec    | 1973           |
| Mieczysław Jurecki   | 1975           |
| Bożena Płonka-Syroka | 1976           |
| Witold Mokiejewski   | 1977           |
| Piotr Siemion        | 1980           |
| Krzysztof Biliński   | 1981           |
| Ewa Skibińska        | 1981           |
| Marek Krajewski      | 1985           |
| Marcin Łukaszewicz   | 1985           |
| Mateusz Morawiecki   | 1987           |
| Mariusz Rosik        | 1987           |
| Rafał Motriuk        | 1991           |
| Krystyna Leśkiewicz  | 1993           |
| Jerzy Michalak       | 1993           |
| Łukasz Dziemidok     | 1999           |
| Dominika Kublik      | 2001           |
| Krzysztof Skonieczny | 2002           |
| Aleksandra Hamkało   | 2007           |